# Zhao She
 (avril 2021).
Si vous disposez d'ouvrages ou d'articles de référence ou si vous connaissez des sites web de qualité traitant du thème abordé ici, merci de compléter l'article en donnant les références utiles à sa vérifiabilité et en les liant à la section « Notes et références ».
 (avril 2021).
Le contenu est difficilement compréhensible vu les erreurs de traduction, qui sont peut-être dues à l'utilisation d'un logiciel de traduction automatique.
 (avril 2021).
La mise en forme du texte ne suit pas les recommandations de Wikipédia : il faut le « wikifier ».
Les points d'amélioration suivants sont les cas les plus fréquents :
- Les titres sont pré-formatés par le logiciel. Ils ne sont ni en capitales, ni en gras.
- Le texte ne doit pas être écrit en capitales (les noms de famille non plus), ni en gras, ni en italique, ni en « petit »…
- Le gras n'est utilisé que pour surligner le titre de l'article dans l'introduction, une seule fois.
- L'italique est rarement utilisé : mots en langue étrangère, titres d'œuvres, noms de bateaux, etc.
- Les citations ne sont pas en italique mais en corps de texte normal. Elles sont entourées par des guillemets français : « et ».
- Les listes à puces sont à éviter, des paragraphes rédigés étant largement préférés. Les tableaux sont à réserver à la présentation de données structurées (résultats, etc.).
- Les appels de note de bas de page (petits chiffres en exposant, introduits par l'outil «  Source ») sont à placer entre la fin de phrase et le point final[comme ça].
- Les liens internes (vers d'autres articles de Wikipédia) sont à choisir avec parcimonie. Créez des liens vers des articles approfondissant le sujet. Les termes génériques sans rapport avec le sujet sont à éviter, ainsi que les répétitions de liens vers un même terme.
- Les liens externes sont à placer uniquement dans une section « Liens externes », à la fin de l'article. Ces liens sont à choisir avec parcimonie suivant les règles définies. Si un lien sert de source à l'article, son insertion dans le texte est à faire par les notes de bas de page.
- La présentation des références doit suivre les conventions bibliographiques. Il est recommandé d'utiliser les modèles {{Ouvrage}}, {{Chapitre}}, {{Article}}, {{Lien web}} et/ou {{Bibliographie}}. Le mode d'édition visuel peut mettre en forme automatiquement les références.
- Insérer une infobox (cadre d'informations à droite) n'est pas obligatoire pour parachever la mise en page.

Pour une aide détaillée, merci de consulter Aide:Wikification.
Si vous pensez que ces points ont été résolus, vous pouvez retirer ce bandeau et améliorer la mise en forme d'un autre article.
Zhao She (趙奢) était un bureaucrate chinois et général de l'État de Zhao pendant la Période des Royaumes combattants au troisième siècle av. J.C.

## Biographie
Zhao She était l'un des fils de Zhao He (趙何), le roi Huiwen de l'État de Zhao. Il était employé comme percepteur des impôts foncière. Bien qu'il n'occupe pas un poste élevé ou puissant, Zhao She a exercé ses fonctions conformément à la loi.
A cette époque, il y avait un aristocrat très puissant du nom de Seigneur Pingyuan, qui refusait de payer tout impôt foncier. Afin d'éviter de punir personnellement Pingyuan, Zhao She a arrêté les neuf administrateurs qui tenaient les comptes de la famille de Pingyuan. Pingyuan est devenu très en colère et a voulu tuer Zhao She.
Cependant, Zhao She a réprimandé Pingyuan pour ne pas avoir respecté la loi de l'État. Zhao She a également rappelé à Pingyuan qu'en tant qu'aristocrate, il devrait être un exemple en respectant la loi et en ne la violant pas de peur que l'État ne périsse. Pingyuan s'est rendu compte qu'il avait tort et il s'est non seulement excusé auprès de Zhao She, mais il l'a également recommandé au dirigeant pour une promotion. Zhao She a ensuite été promue comme percepteur des impôts fonciers de tout l'État. 
En 271 av. J.C. État de Qin a envoyé une grande armée pour attaquer Han, mais devrait attaquer le territoire de Zhao sur le chemin. L'armée de Zhao n'était pas à la hauteur des Qin, qui ont capturé une grande partie du territoire de Zhao. Les forces Qin approchaient de E Yu (閼與, dans l'actuel comté de Xian de Heshun (和順縣), provence de Shanxi), qui était très loin de la capitale Zhao de Handan. À ce moment-là, le commandant en chef des forces de Zhao, Lian Po recommanda d'abandonner E Yu car il était trop loin pour être renforcé. De plus, la route vers E Yu était étroite et sinueuse. Zhao She a dit au dirigeant et au commandant en chef que lorsque deux armées combattaient sur une route étroite et sinueuse, c'était comme deux rats se battant dans une petite cale avec peu de marge de manœuvre. Le plus courageux et le plus fort gagnerait. 
Zhao He, le souverain de Zhao, a ensuite nommé Zhao She pour diriger une armée de renfort pour sauver E Yu. Zhao He a équipé ses troupes d'une armure légère pour la mobilité et a atteint l'arrière des forces Qin. Les forces de Qin, craignant d'être piégées, ont levé le siège et ont tourné toutes leurs forces contre les forces de Zhao qui approchaient. Zhao He cacha la plupart de ses troupes sur une montagne, dont il estima que les troupes Qin s'approcheraient au crépuscule.  Effectivement, les forces Qin se sont approchées et Zhao He leur a tendu une embuscade dans l'obscurité. Avec détermination et bravoure, Zhao a vaincu les forces Qin. Le souverain de Zhao a récompensé Zhao She en faisant de lui l'administrateur d'un district appelé Ma Fu (馬服 dans le nord actuel de la ville de Handan dans la provence de Hebei).
Malheureusement pour l'état de Zhao, Zhao She est décédée quelques années seulement après cette victoire. Il a été remplacé par son fils Zhao Kuo, qui était le commandant de la bataille catastrophique de Bataille de Changping.
Finalement en 228 av. J.C. l'état de Zhao a été subjugué par État de Qin.
La progéniture de Zhao She a adopté le nom de "Ma" (馬), le premier mot du quartier Ma Fu, comme nom de famille .

## La culture populaire
Dans Manga et Anime Kingdom, il a été identifié dans le manga, mais est mort avant le début de l'histoire. 